# Hirschthal
Hirschthal es una comuna suiza del cantón de Argovia, ubicada en el distrito de Aarau. Limita al norte con la comuna de Muhen, al este con Unterkulm, al sur con Schöftland, y al oeste con Holziken.